# Rosen aus dem Süden (1926)
Rosen aus dem Süden ist ein deutscher Stummfilm aus dem Jahre 1926 von Carl Froelich mit Henny Porten in der Hauptrolle. An ihrer Seite spielt der Italiener Angelo Ferrari, sonst eher auf Nebenrollen abonniert, die männliche Hauptrolle.

## Handlung
Oberhalb eines Alpengletschers haben sich zwei Unbekannte zur Silvesternacht eingefunden: Die sich mysteriös gebende Eva und ein gewisser Dr. Hans Adam, der soeben von Eva bei seiner Wanderung in eine Gletscherspalte gestürzt und von Eva aus selbiger gerettet wurde. Beide tanzen zum Klang einer Spieldose mit der Weise „Rosen aus dem Süden“ und verbringen so die ganze Nacht miteinander. Am nächsten Morgen ist die geheimnisvolle Unbekannte spurlos verschwunden. Außer einem Taschentuch hat die Frau nichts zurückgelassen, doch dies allein bringt Hans bereits auf ihre Spur: Denn das kleine Stückchen Stoff duftet verführerisch nach dem Parfum, das unter dem Namen „Rosen aus dem Süden“ erhältlich ist. Der edle Duft wird von der Parfümerie Maron hergestellt, und der liebeshungrige Alphüttenverführer begibt sich sogleich dorthin und lässt sich in der hoch verschuldeten Fabrik als einfacher Chemiker einstellen, in der Hoffnung, so Eva auf die Spur zu kommen.
Es dauert nicht lang, da meint der junge Mann seinen One Night Stand in der Generaldirektion wieder zu erkennen, doch besagte Eva Maron aus dem gleichnamigen Parfum-Familienclan verneint standhaft, Hans zu kennen geschweige denn mit ihm eine Liebesnacht verbracht zu haben. Da der jungen Witwe die Wiederbegegnung peinlich zu sein scheint, bittet Adam sogleich um seine Entlassung, doch Eva möchte, dass er für sie nach Paris fährt. Adam staunt nicht schlecht, als er in der französischen Hauptstadt eine Halbweltdame kennen lernt, die Eva bis aufs Haar gleicht. Sie gibt sich als seine Berghütten-Liebschaft zu erkennen, und da jene Frau genau denselben Ring trägt, wie damals auf der Alp, hat Hans nun keinen Zweifel mehr. Traurig darüber, dass er sich an Silvester offenbar mit einem allzu leichten Mädchen eingelassen hatte, kehrt er nach Haus zurück. Als Hans Adam dort Eva sieht, glaubt er seinen Augen nicht zu trauen: Auch sie trägt diesen Ring! Es stellt sich heraus, dass Eva ihre Kurzzeitliebe mit ihrer Charade in Paris lediglich auf die Probe stellen wollte, um zu sehen, ob er zu etwas Festem taugt.

## Produktionsnotizen
Rosen aus dem Süden entstand im Winter 1925/26, passierte die Zensur am 8. März 1926 und wurde vier Tage später in Berlins Primus-Palast uraufgeführt. Der mit Jugendverbot belegte Film besaß eine Länge von 2206 Metern, verteilt auf sechs Akte.
Co-Produzent und Porten-Gatte Wilhelm von Kaufmann trat hier auch als Produktionsleiter in Erscheinung. Franz Schroedter gestaltete die Filmbauten.

## Kritik
In Mein Film heißt es: „Henny Porten zeigt in dieser Doppelrolle wieder alle Vorzüge ihrer vornehmen und charmanten Schauspielkunst.“